# Aluvião

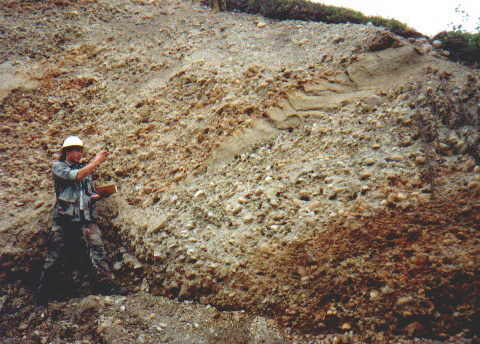
Seção de aluvião na mina Blue Ribbon no Alasca

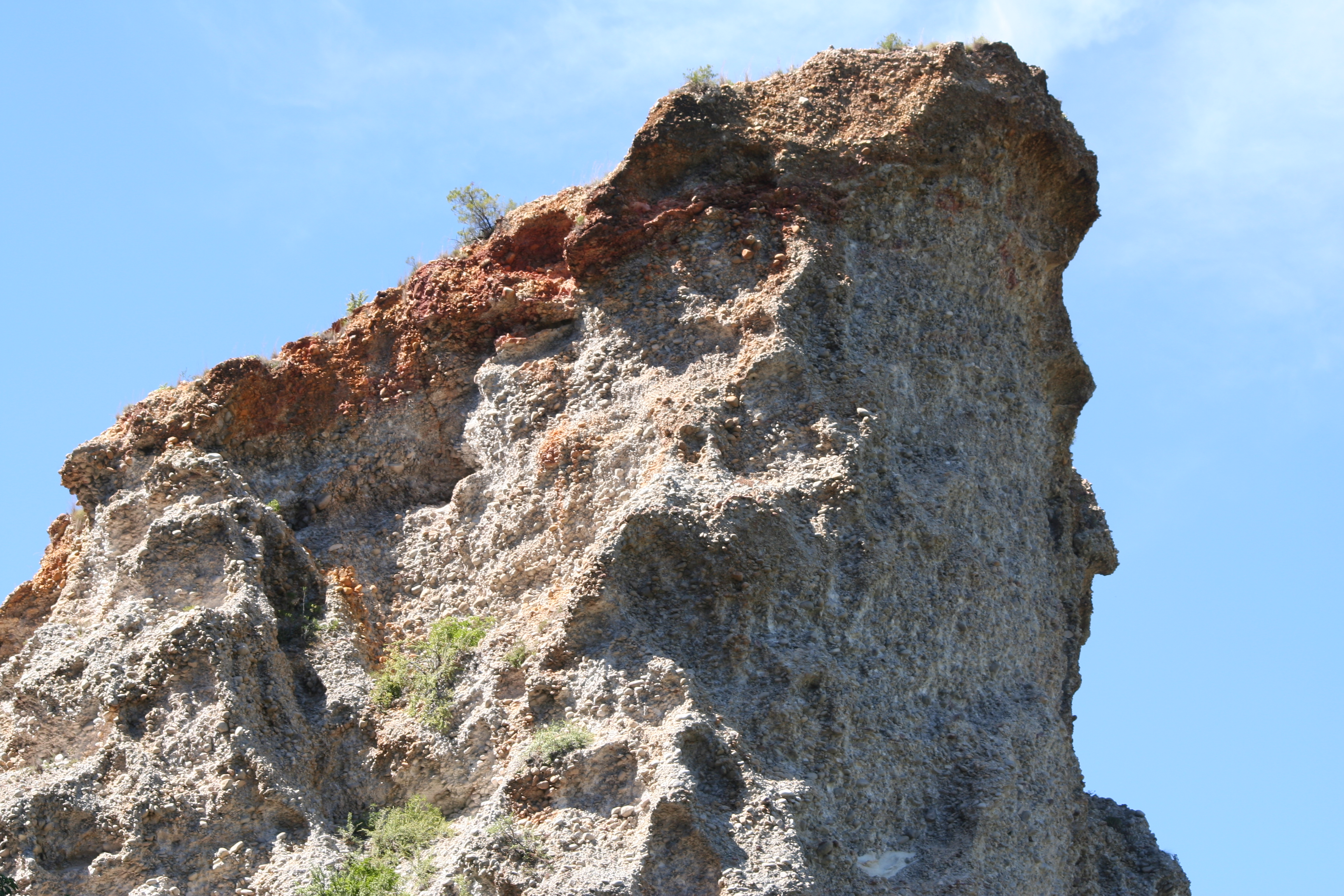
Depósitos de aluvião no Vale Gamtoos na África do Sul

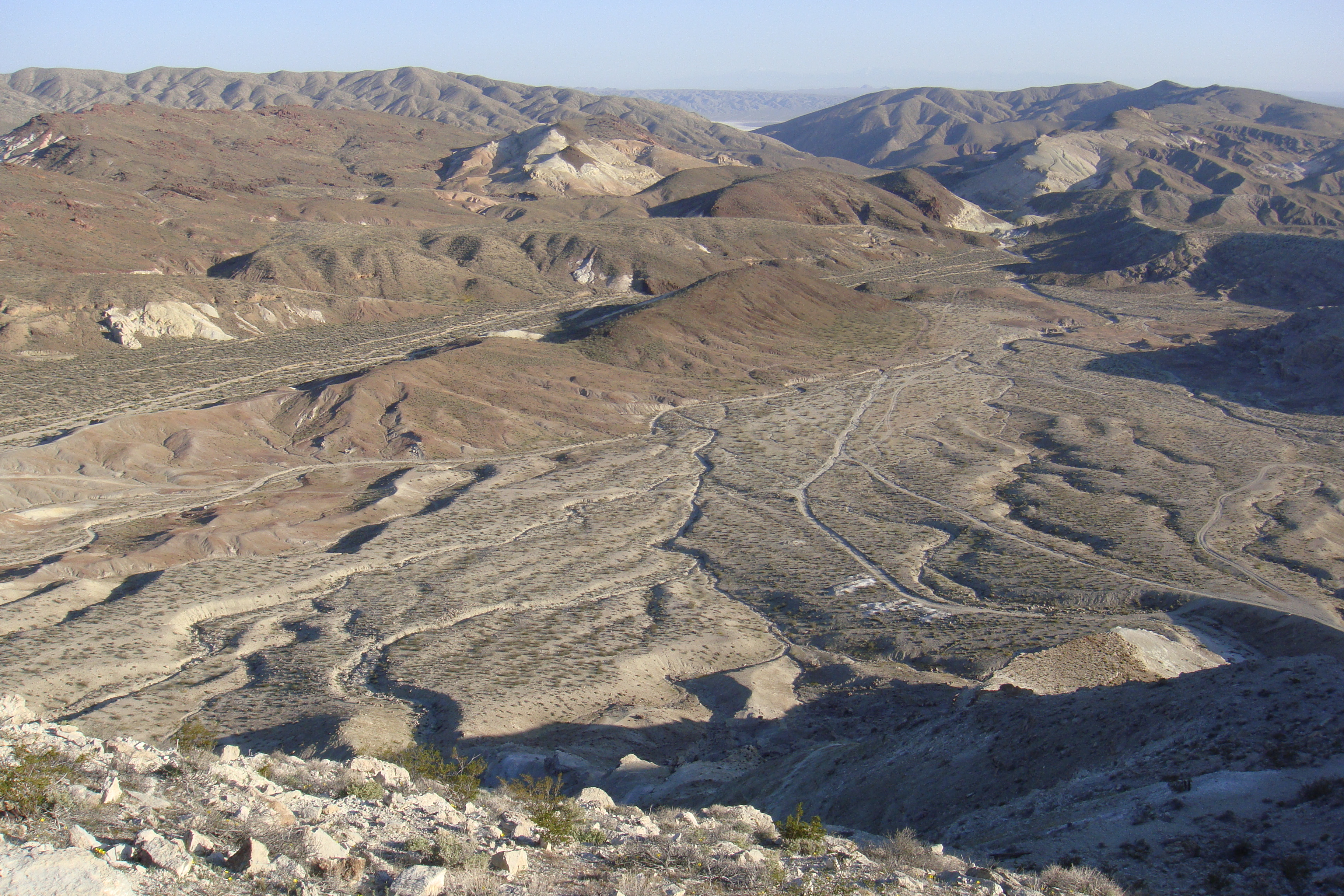
Uma planície aluvial no Red Rock Canyon State Park, Califórnia

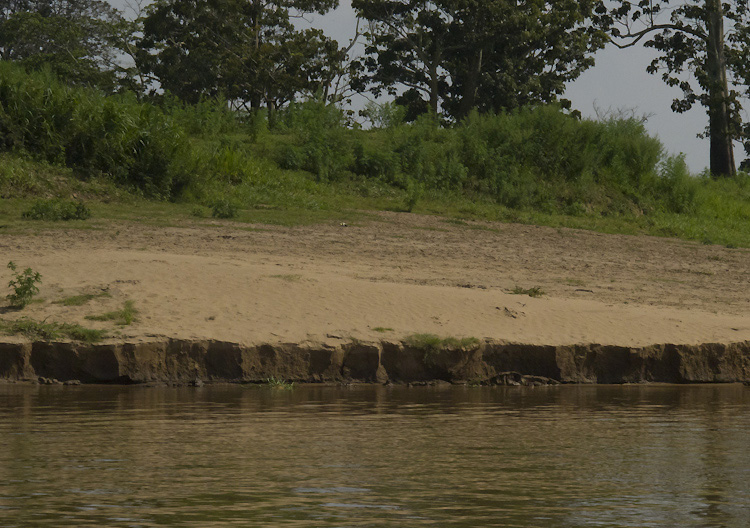
Depósitos fluviais aluviais na Bacia Amazônica, próximo a Autazes, AM, Brasil. Os depósitos sazonais são extremamente férteis e cruciais para a agricultura de subsistência na Bacia Amazônica ao longo das margens dos rios

Aluvião ou alúvio (do latim alluvius, de alluere, "lavar contra") é argila solta, lodo, areia ou cascalho que foi depositado por água corrente em um leito de riacho, em uma planície de inundação, em um leque aluvial ou praia, ou em configurações semelhantes. O aluvião também é às vezes chamado de depósito aluvial. O aluvião é tipicamente geologicamente jovem e não está consolidado em rocha sólida. Sedimentos depositados debaixo d'água, em mares, estuários, lagos ou lagoas, não são descritos como aluviões.
O aluvião de várzea pode ser altamente fértil e apoiou algumas das primeiras civilizações humanas.

## Definições
O consenso atual é que "aluvião" se refere a sedimentos soltos de todos os tipos depositados por água corrente em planícies de inundação ou em leques aluviais ou formas de relevo relacionadas.  No entanto, o significado do termo variou consideravelmente desde que foi definido pela primeira vez no dicionário francês de Antoine Furetière, publicado postumamente em 1690. Com base em conceitos do direito romano, Furetière definiu aluvião como novas terras formadas pela deposição de sedimentos ao longo de rios e mares. No século XIX, o termo passou a significar sedimentos recentes depositados por rios em cima de dilúvios mais antigos, que eram de caráter semelhante, mas interpretados como sedimentos depositados pelo dilúvio de Noé. Com a rejeição pelos geólogos do conceito de um dilúvio universal primordial, o termo "dilúvio" caiu em desuso e foi substituído por "antigo aluvião". Ao mesmo tempo, o termo "aluvião" passou a significar todos os depósitos de sedimentos devidos à água corrente nas planícies. A definição expandiu-se gradualmente para incluir depósitos em estuários e costas e rochas jovens de origem marinha e fluvial.
Aluvião e dilúvio foram agrupados como colúvio no final do século XIX. No entanto, "colúvio" é agora geralmente entendido como sedimentos produzidos por transporte impulsionado pela gravidade em encostas íngremes, enquanto a definição de "aluvião" voltou a enfatizar os sedimentos depositados pela ação do rio. Continua a haver desacordo sobre quais outros depósitos de sedimentos devem ser incluídos no termo "aluvião."

## Idade
A maior parte do aluvião é do quaternário e é muitas vezes referido como "cobertura" porque esses sedimentos obscurecem o leito rochoso subjacente. A maior parte do material sedimentar que preenche uma bacia ("preenchimento de bacia") que não é litificada é normalmente agrupada como "aluvial". O aluvião do Plioceno ocorre, por exemplo, em partes de Idaho. O aluvião do final do Mioceno ocorre, por exemplo, no vale do rio San Joaquin, Califórnia.